# David Miller (filosoof)
David W. Miller (19 augustus 1942) is een filosoof en vooraanstaand exponent van het kritisch rationalisme. Hij is docent aan de Filosofie-faculteit van de Universiteit van Warwick in Coventry, Verenigd Koninkrijk.
In 1964 ging hij Logica en de Wetenschappelijke Methode studeren aan de London School of Economics. Kort daarna, werd hij een van Karl Poppers onderzoeksassistenten. In een serie van papers in de jaren zeventig, ontdekten Miller en nog wat andere personen fouten in Poppers formele definitie van verisimilitude, hiervoor een aspect dat meestal genegeerd was van Poppers theorie. In de twee opvolgende decennia werd hierover veel geschreven, inclusief enkele papers van Miller, om te onderzoeken of Poppers benadering terug rechtgezet kon worden.
Millers Critical Rationalism: A Restatement and Defence (1994) is een poging om een benadering van de wetenschappelijke kennis welke geïdentificeerd kan worden met Popper uiteen te zetten, te verdedigen en uit te breiden. Een centrale, maar 'niet echt originele' these is dat redelijkheid niet afhankelijk is van goede redenen maar zelfs beter af is zonder hen, zeker als deze onverkrijgbaar en nutteloos zijn.